# Парк-садиба «Лугове»
Парк-садиба «Лугове» — парк-пам'ятка садово-паркового мистецтва місцевого значення, розташований на території с. Лугове Барського району Вінницької області. Оголошений відповідно до Рішення облвиконкому № 371 від 29.08.1984 р. Охороняється старовинний парк XIX ст., в якому зростає 35 видів і форм дерев і кущів, в т.ч. 19 екзотичних

## Асортиментний склад зелених насаджень
Основні паркоутворювачі: клен польовий, груша звичайна, черемха звичайна.
Екзоти: гледичія колюча, дуб болотяний, дуб бореальний, дуб двохколірний, дуб ліровидний, дуб червоний, клен сріблястий, сосна чорна, сосна Веймута, псевдотсуга, платан кленолистий, липа Мішо, тюльпанове дерево.

## Опис паркового ансамблю
На сьогодні важко прослідкувати зв'язок між спорудами та системою зелених насаджень. З архітектурних елементів збереглися житлові флігелі XIX ст., подекуди простежуються сліди просторової композиції.
Основним композиційним прийомом є кругова посадка дерев у вигляді альтанок. У центральній частині парку компонуються в коло ялини колючі, ясени звичайні. Звідси в бік озера веде вікова липова алея.
У східній частині знаходиться суцільний парковий масив, де майже відсутній приріст. 
В складі парку, очевидно в репрезентаційній його частині сформований арборетум з ретельно підібраним асортиментом екзотичних порід. Тут продемонстрована різноманітність прийомів компоновки зеленого матеріалу. Це і солітери з гледичії трьохколючкової, клена сріблястого і групові посадки з платана кленолистого і тюльпанового дерева, букети і поодинокі посадки дубів найрізноманітніших видів і форм.
Завершують парковий простір дві алеї - з ялини звичайної зі сходу на захід та з листяних порід з півночі на південь.